# 米切爾鎮區 (阿肯色州克羅斯縣)
米切爾鎮區（英語：Mitchell Township）是位於美國阿肯色州克羅斯縣的一個行政鎮區。

## 地方資料
米切爾鎮區的面積為96.28平方千米，當中陸地面積為96.23平方千米，而水域面積為0.05平方千米。根據2010年美國人口普查的數據，當地共有人口1137人，而人口密度為每平方千米11.81人。